# Джонні Рамон

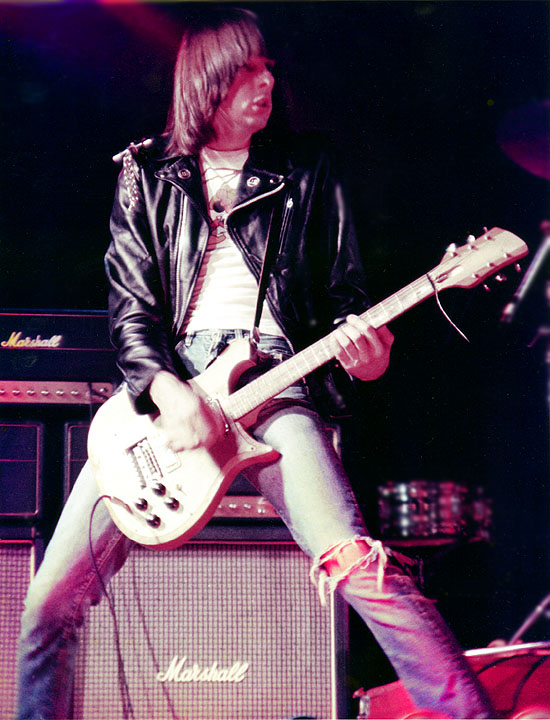

Джон Вільям Каммінгс (англ. John William Cummings, 8 жовтня 1948, Лонг-Айленд, Нью-Йорк, США — 15 вересня 2004, Лос-Анджелес, Каліфорнія, США), відоміший як Джонні Рамон (англ. Johnny Ramone) — гітарист і один із засновників американського панк-рок гурту Ramones. Разом з вокалістом групи Джоуї Рамоном він був у групі від її створення до розпаду. Джонні Рамон посідає 16 сходинку у Списку 100 найкращих гітаристів усіх часів за версією журналу Rolling Stone.